# 삼서면
삼서면(森西面)은 전라남도 장성군 서쪽 끝에 위치한 면이다. 넓이는 47.5km2이고, 인구는 2016년 기준으로 3,324명이다.

## 마을 유래
- 대곡리(大谷里)
  - 대곡리는 인지ㆍ송곡ㆍ학산ㆍ월암ㆍ대곡ㆍ구적 6개 마을로 이루어졌다. 원래 영광군에 속했었는데 1914년 장성군에 편입된 지역이다. 1789년 발간된 [호구총수]에는 삼남면에 인지산(仁之山)ㆍ신송정(新松亭)ㆍ대곡(大谷)ㆍ신촌(新村)ㆍ외태산(外台山)ㆍ내태산(內台山)이 외서면에 월암(月岩)ㆍ맥동(洞)ㆍ위전(圍田)ㆍ각정(角井)이 기록되어 있다. 맥동과 위전은 확인할 수 없고 신송정은 지명만 남아 있다. 1912년 [행정구역명칭]에는 인지리(仁智里)ㆍ태산리(台山里)ㆍ송곡(松谷)ㆍ월암리(月岩里)ㆍ구적리(九迪里)가 나오며 1914년 삼남면의 인지리ㆍ송곡리ㆍ내태리ㆍ학산리와 지정리ㆍ하우리의 일부, 외서면의 구적리ㆍ월암리와 용호리ㆍ용한리의 일부, 현내면의 월구리 일부 지역을 병합하여 대곡리라 하였다.
- 삼계리(三桂里)
  - 삼계리는 명주ㆍ장동ㆍ금광ㆍ삼봉ㆍ초정ㆍ어랑ㆍ계동ㆍ월계 8개 마을로 구성되어 있다. 1789년의 [호구총수]에 어랑리(魚浪里)ㆍ어동촌(魚東村)ㆍ초정(草亭)ㆍ계동(桂洞)ㆍ삼봉(三峰)이 나오며 1914년 외서면의 삼봉ㆍ명주ㆍ장동ㆍ계동ㆍ월계ㆍ용강리 일부와 삼북면의 초정리ㆍ어랑리를 병합하여 삼봉과 계동의 첫 자를 따서 삼계리라 하였다.
- 유평리(柳平里)
  - 유평리는 부귀동ㆍ옥동ㆍ저전ㆍ박주ㆍ관음ㆍ유정, 드림빌 7개 마을로 이루어 졌다. 원래 영광군 외서면 지역으로 1789의 [호구총수]에는 부귀(富貴)동ㆍ송산(松山)ㆍ저전(猪田)ㆍ회화정(會花亭)ㆍ평연(平連)이 기록되어 있으며 1914년 평연ㆍ박주ㆍ관음ㆍ진천ㆍ옥동ㆍ염천ㆍ유정ㆍ저전ㆍ부귀의 일부를 병합하여 유평리라 하여 장성에 편입되었다. 드림빌은 농어촌 뉴타운 조성사업으로 2012년 5월 준공되어 전국 각지의 귀농인들이 모여 살고 있다.
- 대도리(柳平里)
  - 대도리는 석동ㆍ수침ㆍ대도동으로 구성되었다. 옛날 영광군 외서면 지역으로 1789년 발간된 [호구총수]에는 반학ㆍ영동ㆍ입점ㆍ대도동ㆍ내기가 기록되어 있으며 1914년 중산리ㆍ칠령리ㆍ행정리ㆍ석동리ㆍ관동리와 내기리ㆍ수침리ㆍ반학리ㆍ원촌리의 각 일부를 합쳐 대도리라 하여 장성군에 편입되었다. 반학과 칠령리는 6ㆍ25후에 폐촌되고 관동은 상무대가 들어서면서 없어졌다. 현재는 1리(석동, 수침)ㆍ2리(대도동)로 나뉘어 있다.
- 소룡리(小龍里)
  - 소룡리는 용동ㆍ덕촌ㆍ소도ㆍ안정으로 이루어졌다. 옛날 영광군 외서면 지역으로 1789년 발간된 [호구총수]에는 소도동ㆍ복룡ㆍ안동ㆍ안정이 나오며 1914년 소도동ㆍ용동(복룡ㆍ안동)ㆍ덕촌ㆍ안정을 소룡리라 하여 장성에 편입되었다. 현재 1리(용동ㆍ덕촌)ㆍ2리(소도)ㆍ3리(안정)로 나뉘어 있다.

수해리(水海里)
수해리는 화해ㆍ신죽ㆍ월곡ㆍ양현ㆍ하죽 5개 마을로 이루어졌다. 옛날 영광군 외서면 지역으로 1789년 발간된 [호구총수]에 화해리ㆍ양현촌ㆍ광곡ㆍ용현ㆍ덕산이 나오는데 광곡은 월곡의 한 뜸이고 용현과 덕산은 함평군 월야면 예덕리 발산마을이다. 1914년 하죽리ㆍ흥곡리(미상)ㆍ화해리ㆍ신죽리ㆍ월곡리ㆍ양현리ㆍ반학리 일부를 수해리라 하여 장성군에 편입하였다. 1리(화해)ㆍ2리(신죽ㆍ월곡ㆍ양현)ㆍ3리(하죽)로 편성되어 있다.
- 우치리(牛峙里)
  - 우치리는 하우ㆍ중우ㆍ상우 마을로 이루어졌다. 옛날 영광군 삼남면 지역으로 1789년 발간된 [호구총수]에는 하우치ㆍ중우치가 나오며 1914년 삼남면의 하우리ㆍ중우리와 외서면의 기동과 용호리 일부를 우치리라 하여 장성군에 편입하였다. 현재 1리(하우)ㆍ2리(중우ㆍ상우)로 편성되어 있다.
- 금산리(金山里)
  - 죽산ㆍ화산 두 마을로 이루어졌다. 원래 영광군 삼남면 지역으로 1789년 발간된 [호구총수]에 상횡산(上橫山)ㆍ하횡산(下橫山)ㆍ팔죽산(八竹山)이 나오며 [호구총수]에는 비금리 하나만 나와 있고 1914년 봉동(함평 월야)ㆍ비금리ㆍ보강리ㆍ죽산리ㆍ주곡리 일부(함평)를 병합 금산리라 하여 장성군에 편입했다.
- 석마리(石馬里)
  - 석마리는 마령ㆍ전도ㆍ석령ㆍ녹서ㆍ옥산 5개 마을로 이루어졌다. 옛날 영광군 삼남면 지역과 함평군 장본면 지역(옥산)으로 1789년 발간된 [호구총수]에는 내전도ㆍ외전도ㆍ석령ㆍ마량ㆍ녹서치가 기록되어 있고 1914년 영광의 내전리ㆍ외전리ㆍ마령동ㆍ석령동ㆍ녹서치ㆍ함평의 옥산리를 석마리라 하여 장성군에 편입했다 현재 1리(마령)ㆍ2리(전도ㆍ석령)ㆍ3리(녹서ㆍ옥산)로 편성되어 있다.
- 보생리(寶生里)
  - 보생리는 보강ㆍ생동ㆍ이문ㆍ남산 4마을로 이루어졌다. 옛날 영광군 삼남면 지역으로 1789년 간행된 [호구총수]에는 이문리ㆍ관개정ㆍ사장내ㆍ아라물ㆍ잠두ㆍ보강동ㆍ생동이 기록되어 있는데 아라물과 잠두는 남산의 일부이고 사장내(四檣內)는 위치를 알 수 없으며 관개정(冠盖亭)은 백산(삼계면)의 남쪽이라는 기록이 있을 따름이다. 1914년 생동ㆍ옹림리ㆍ남산리ㆍ이문리ㆍ보강리ㆍ하라리ㆍ전도리 일부를 보생리라 하여 장성군에 편입했다. 현재 1리(이문ㆍ남산)ㆍ2리(보강)ㆍ3리(생동)로 편성되었다.
- 홍정리(紅亭里)
  - 홍정리는 가산ㆍ외동ㆍ서제ㆍ홍정ㆍ원당 5개 마을로 이루어졌다. 옛날 영광군 삼남면 지역으로 1789년 간행된 [호구총수]에 원당ㆍ판신촌ㆍ홍정ㆍ외가산ㆍ내가산이 기록되어 있는데 판신촌(板新村)은 동화면 구룡리 너더리 인 것 같다. 1914년 내가리ㆍ외가리ㆍ홍정리ㆍ원당리ㆍ외동리ㆍ서제리ㆍ판교리 각 일부를 홍정리라 하여 장성군에 편입시켰다. 현재 1리(서제ㆍ외동ㆍ가산)ㆍ2리(원당ㆍ홍정)으로 편성되어 있다.
- 두월리(斗月里)
  - 두월리는 월령ㆍ월산ㆍ두동ㆍ남계ㆍ소갈 마을로 이루어졌다. 옛날 영광군 삼남면 지역으로 1789년 발간된 [호구총수]에 두웅동ㆍ월산ㆍ곡령ㆍ영신촌ㆍ관서당ㆍ지노지가 나오며 1912년 [행정구역명칭]에는 두동ㆍ월령리ㆍ월산리ㆍ남계리ㆍ소갈리ㆍ냉촌리ㆍ두남리ㆍ하백리가 나오는데 1914년에 이 마을들을 합쳐 두월리라 하여 장성군에 편입했다. 현재 1리(두동)ㆍ2리(월령ㆍ월산)ㆍ3리(남계ㆍ소갈)로 편성되었다.
- 수양리(首陽里)
  - 수양리는 월봉ㆍ중수ㆍ하수 마을로 이루어졌다. 옛날 영광군 삼남면 지역으로 1789년의 [호구총수]에는 중수산ㆍ신수산이 나오며 1912년 [행정구역명칭]에는 양곡(陽谷)ㆍ월봉(月奉)ㆍ중수(中首)ㆍ진천동(眞川洞)이 나온다. 1914년 중수ㆍ진천ㆍ도봉ㆍ월봉ㆍ하수ㆍ월송ㆍ양곡ㆍ하백 일부와 삼계면의 백산ㆍ부연 일부지역을 수양리로 병합하여 장성군 삼서면에 편입했다. 현재 1리 월봉, 2리 중수ㆍ하수로 편성되었다.

## 행정 구역
| 법정리 | 행정리                             | 비고            |
| ------ | ---------------------------------- | --------------- |
| 금산리 | 금산1리, 금산2리                   |                 |
| 대곡리 | 대곡1리, 대곡2리, 대곡3리, 대곡4리 | 면사무소 소재지 |
| 대도리 | 대도1리, 대도2리                   |                 |
| 두월리 | 두월1리, 두월2리, 두월3리          |                 |
| 보생리 | 보생1리, 보생2리, 보생3리          |                 |
| 삼계리 | 삼계1리, 삼계2리                   |                 |
| 석마리 | 석마1리, 석마2리, 석마3리          |                 |
| 소룡리 | 소룡1리, 소룡2리, 소룡3리          |                 |
| 수양리 | 수양1리, 수양2리                   |                 |
| 수해리 | 수해1리, 수해2리, 수해3리          |                 |
| 우치리 | 우치1리, 우치2리                   |                 |
| 유평리 | 유평1리, 유평2리, 유평3리          |                 |
| 학성리 | -                                  | 거주 인구 없음  |
| 홍정리 | 홍정1리, 홍정2리                   |                 |

## 교육
- 삼서초등학교 (대곡리)
  - 상무분교 (폐교) - 태청로 213 (소룡리)
- 삼서남초등학교 (폐교) - 삼본로 166-27 (석마리)
- 삼서중학교 (대곡리)